# Mons Hadley

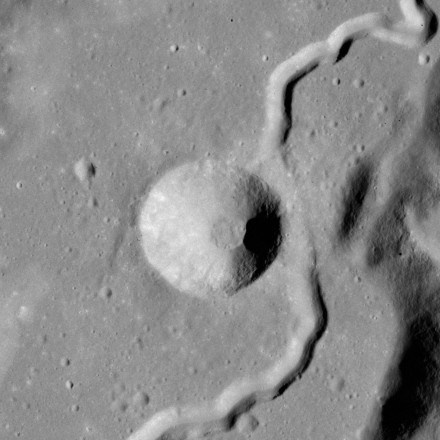
Cráter Hadley C tangente a la Rima Hadley

Mons Hadley es un macizo situado en la porción norte de los Montes Apenninus, una cordillera del hemisferio norte de la Luna. Sus coordenadas selenográficas son 26,5°de latitud norte y 4,7° de longitud este.  Tiene una altura de 4,6 km y un diámetro máximo de 25 km en la base.
Al suroeste de esta montaña se localiza el valle que se utilizó como lugar de alunizaje para la misión Apolo 15. Al suroeste de este mismo valle se halla el ligeramente más pequeño Mons Hadley Delta (δ), cumbre con una altura de aproximadamente 3,5 km. Las coordenadas de esta cumbre son 25,8° N, 3,8° E. Al oeste de estas cumbres aparece la sinuosa Rima Hadley, donde se colocó el monumento al Astronauta Caído en memoria de aquellos astronautas que murieron durante el desarrollo de misiones de exploración espacial.
Estos elementos geográficos fueron nombrados en memoria del astrónomo británico John Hadley (1682-1744).

## Rima Hadley
Esta sinuosa grieta de la superficie lunar sigue un rumbo generalmente hacia el nordeste, en dirección a la cumbre del Mons Hadley, del que recibe su nombre. Está centrada en las coordenadas selenográficas 25,0° N, 3,0° E, dentro de un diámetro envolvente de 80 km. Empieza en el cráter Béla, una formación alargada con su eje mayor orientado al noroeste.

## Cráteres cercanos
Cuatro cráteres pequeños próximos a esta rima han sido nombrados por la UAI. Figuran listados en la tabla siguiente:
| Cráter | Coordenadas                | Diámetro  | Origen del nombre         |
| ------ | -------------------------- | --------- | ------------------------- |
| Béla   | 24°42′N 2°18′E / 24.7, 2.3 | 11 × 2 km | Nombre masculino húngaro  |
| Carlos | 24°54′N 2°18′E / 24.9, 2.3 | 4 km      | Nombre masculino español  |
| Jomo   | 24°24′N 2°24′E / 24.4, 2.4 | 7 km      | Nombre masculino africano |
| Taizo  | 24°42′N 2°12′E / 24.7, 2.2 | 6 km      | Nombre masculino japonés  |

## Cráteres satélite
Por convención estos elementos se identifican en los mapas lunares colocando la letra en el lado del punto central del cráter más cercano al Mons Hadley. 
| Mons Hadley | Coordenadas                | Diámetro |
| ----------- | -------------------------- | -------- |
| C           | 25°30′N 2°48′E / 25.5, 2.8 | 6 km     |

El cráter Joy era conocido como Hadley A, con anterioridad a ser renombrado por la UAI en 1973.